# Cucurbitaria negundinis
Cucurbitaria negundinis är en svampart som beskrevs av Georg Winter 1887. Cucurbitaria negundinis ingår i släktet Cucurbitaria och familjen Cucurbitariaceae.   Inga underarter finns listade i Catalogue of Life.